# Shīr Kosh-e Soflá
Shīr Kosh-e Soflá (persiska: شير كُشِ سُفلَى, سَركُشِ پائين, سَركوشِ پائين, شير كش سفلی) är en ort i Iran.   Den ligger i provinsen Kurdistan, i den nordvästra delen av landet, 400 km väster om huvudstaden Teheran. Shīr Kosh-e Soflá ligger 1 923 meter över havet och antalet invånare är 173.
Terrängen runt Shīr Kosh-e Soflá är platt åt sydost, men åt nordväst är den kuperad.Runt Shīr Kosh-e Soflá är det ganska glesbefolkat, med 34 invånare per kvadratkilometer. Närmaste större samhälle är Charmīleh, 18,7 km sydväst om Shīr Kosh-e Soflá. Trakten runt Shīr Kosh-e Soflá består i huvudsak av gräsmarker.